# Ranulfo da Silva Farias
Dom Ranulfo da Silva Farias (Salvador, 12 de setembro de 1887 - Maceió, 12 de outubro de 1963) foi arcebispo de Maceió.
Filho da Nazaré, Bahia, vinha precedido de uma aura de virtudes apostólicas e de inexcedível bondade, demonstradas no edificante governo episcopal que já exercera em Guaxupé, no Estado de Minas Gerais.
Chegou a Maceió no dia 25 de maio de 1940. Sua posse realizou-se na Catedral Arquidiocesana de Nossa Senhora dos Prazeres em belíssima cerimônia. O clero, as autoridades, o povo, prestaram as suas primeiras homenagens ao Antístite, a quem, tão profundamente, se haveria se afeiçoar a alma alagoana.
Pio XI acabava de criar uma nova modalidade de apostolado a Ação Católica, esta que marca o governo de Dom Ranulfo, pelos seus esforços em instala-la na Arquidiocese. A Ação Católica foi instituída e, por sua iniciativa de Dom Ranulfo, foram promovidas solenidades a que a Catedral proporcionou o magnífico cenário das suas naves imponentes.
Valia por um apelo aos fiéis para que realizassem a parcela de sacerdócio que o batismo depõe nos que renascem da água e do Espírito Santo. Os fiéis eram convocados, não apenas para colaborar, mas para participarem do apostolado hierárquico.
A Primeira Semana da Ação Católica realizou-se em 1943. Contou com a erudição e a eloquência do então bispo de Garanhuns, Dom Mário de Miranda Vilas Boas. Em 1944 realizava-se a 2 Semana da Ação Católica, presidida por Dom José Delgado, que com tanta proficiência, aprofunda as atuais questões religiosas. Já em 1940 se tinha comemorado, na Catedral, o décimo aniversário da Encíclica "Quadragésimo Anno", com que Pio XI atualizara a imortal "Rerum Novarum"
As festas, nem só de caráter puramente religioso, mas também de sentido social e patriótico, celebradas no cenário excepcional relevo.
As naves vastas e acolhedoras, as colunatas elegantes, recurvadas em arcos majestosos, os altares, as imagens, os candelabros, tudo transpira elevação e grandeza. Com esse conjunto grandioso, condiz a figura majestosa do Arcebispo, a alma a transparecer-lhe da fisionomia plácida e bondosa, de pai e pastor de almas.